# Palazzo Mormando

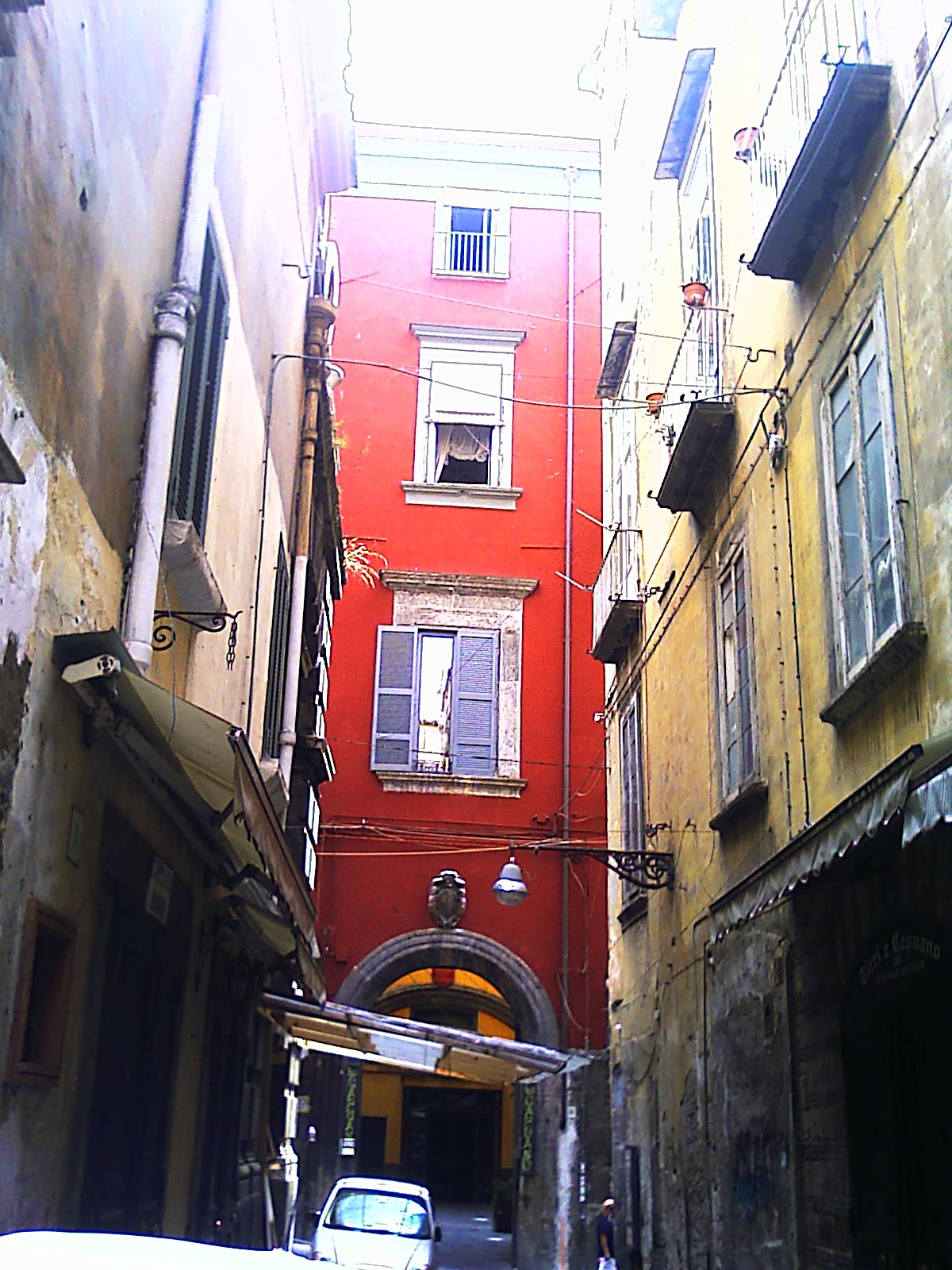
Palazzo Mormando in Neapel

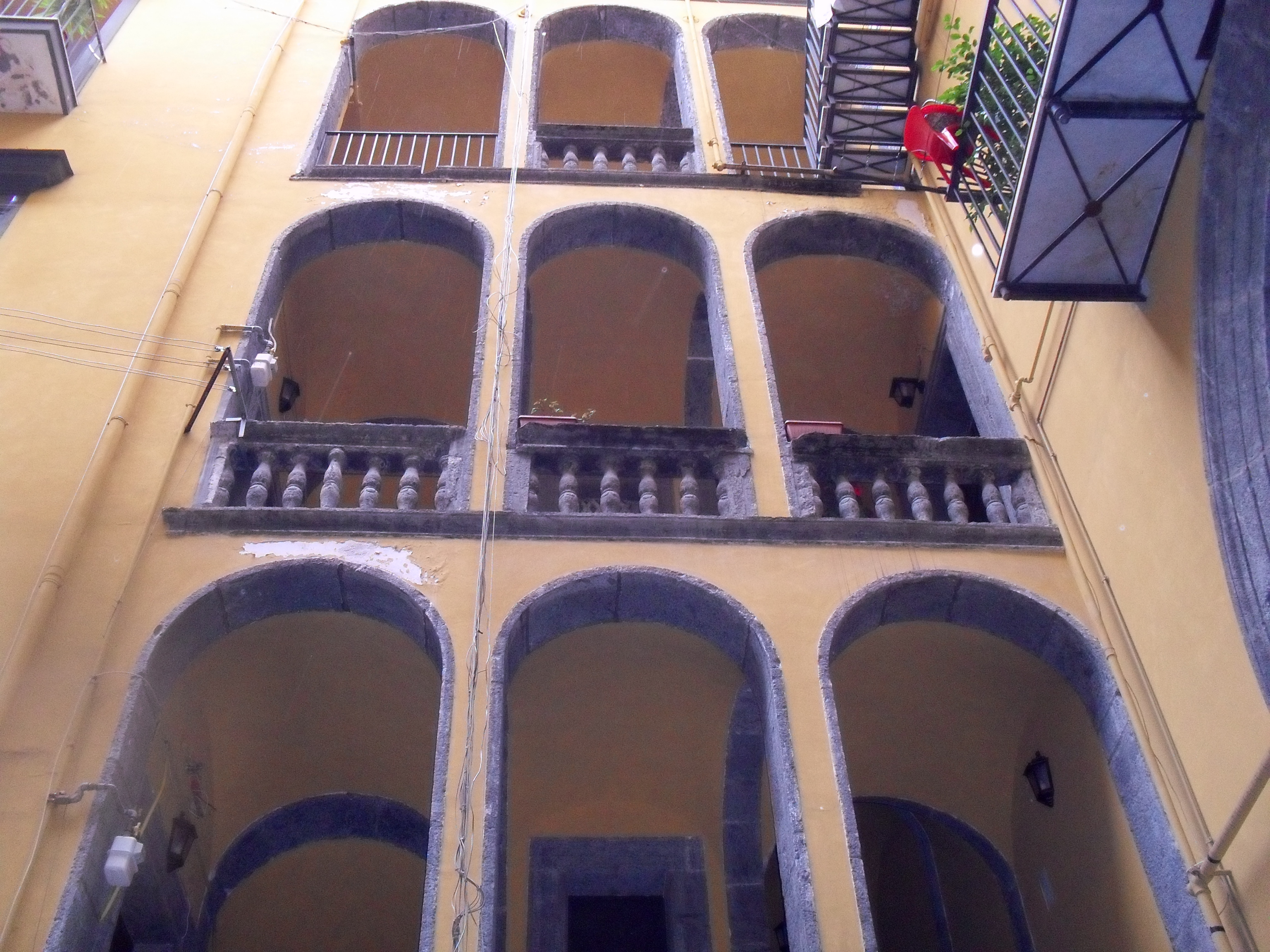
Loggia

Der Palazzo Mormando ist ein Renaissancepalast aus dem 16. Jahrhundert im Viertel Pendino in Neapel in der italienischen Region Kampanien. Er liegt in der Via San Gregorio Armeno, 4.

## Geschichte
Den Palast erbaute Giovanni Francesco Mormando, Architekt und Musiker, in den Jahren 1507–1510 gegenüber dem Kloster San Gregorio Armeno. Als Mormando verstarb, fiel der Palast an die Mönche des Konvents, die ihn als Gästehaus für die Künstler nutzten, die in der Klosterkirche arbeiteten. Kürzlich  wurde der Palast vollständig restauriert.

## Beschreibung
Von bemerkenswerter Renaissancearchitektur sind die offene Treppe an der Rückwand des Innenhofes, die auf Pfeilern gelagert ist, und die Loggia vor dem Eingangsportal.
Im Inneren des Palastes sind einzelne Wohnungen entstanden.

## Bildergalerie

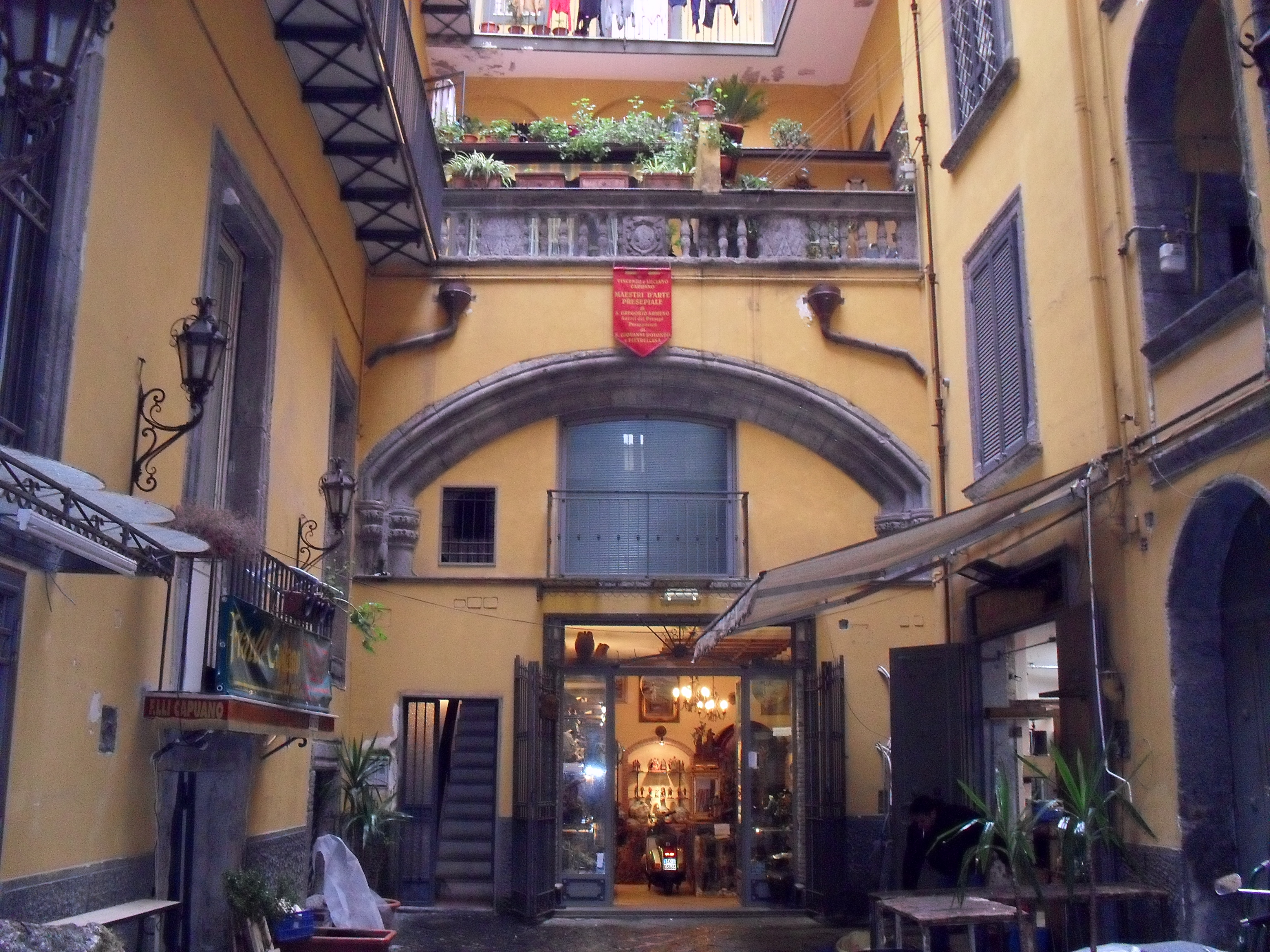
Innenhof
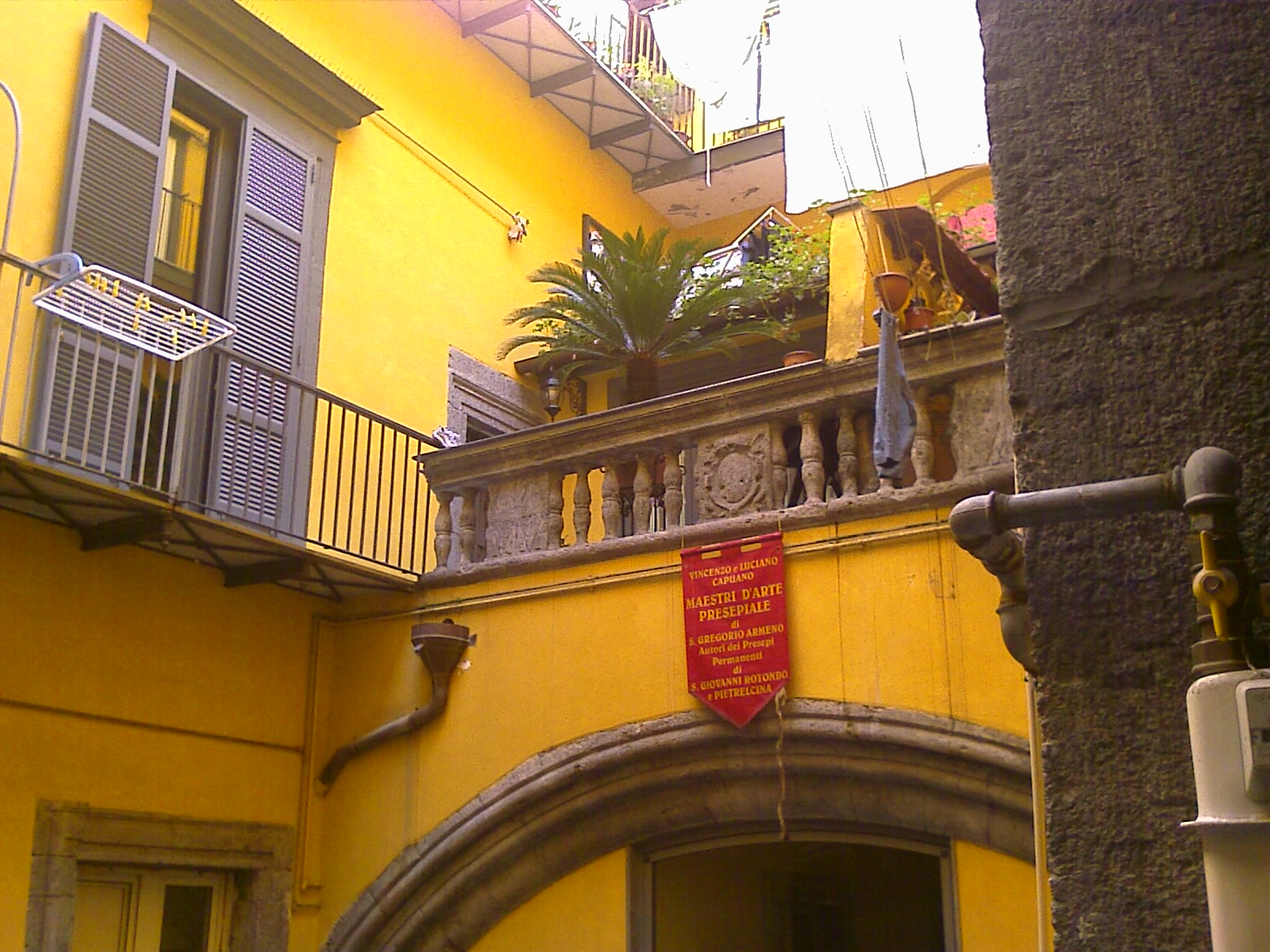
Balkon im ersten Obergeschoss
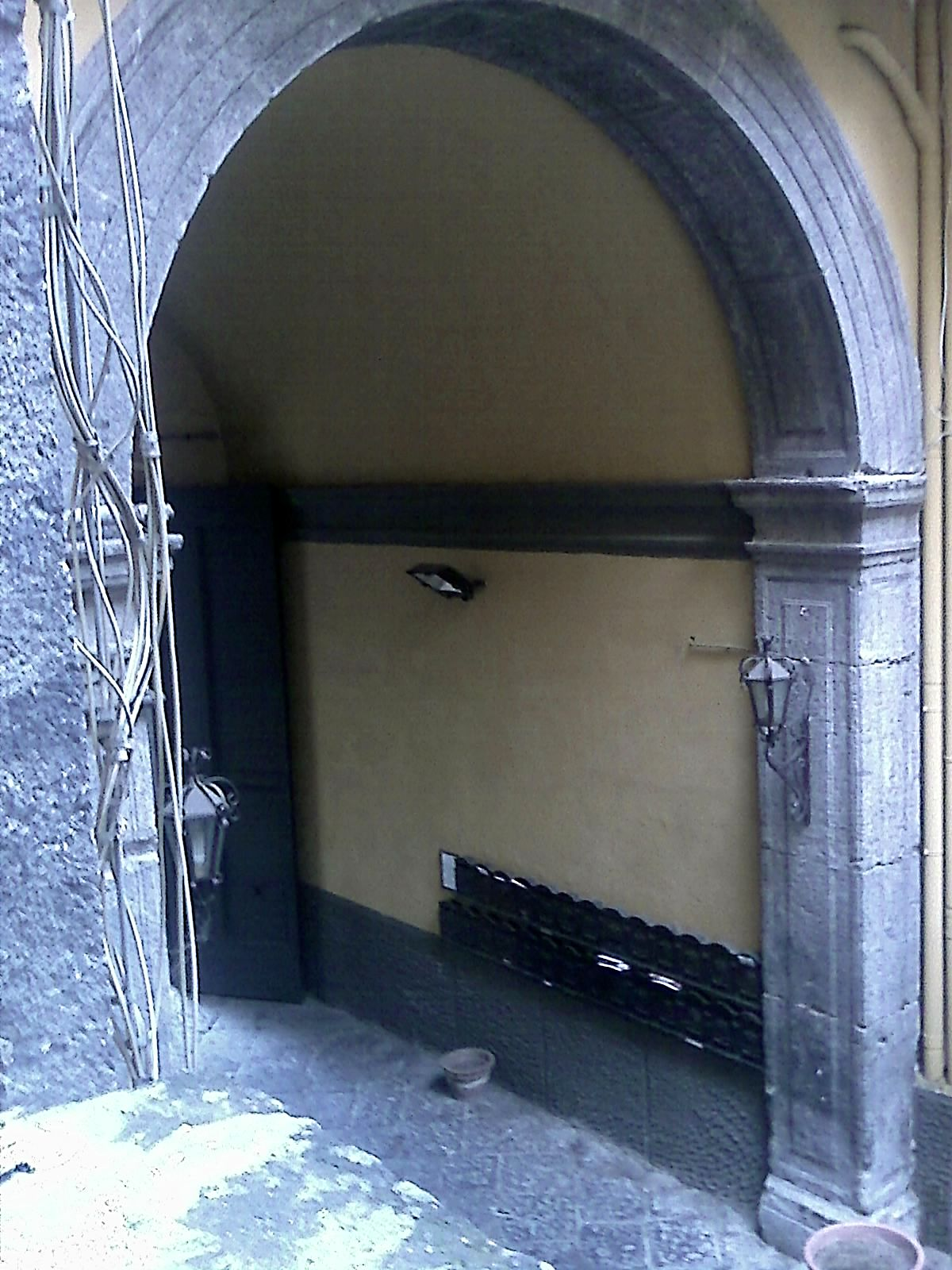
Blick in den Innenhof durch den Torbogen des Eingangs in Piperno